# Sollefteå (gemeente)
Sollefteå is een Zweedse gemeente in de provincie Västernorrlands län. Het heeft een totale oppervlakte van 5797,2 km² en telde 20.976 inwoners in 2005.
In de gemeente bevindt zich het skigebied Halstaberget, dat onder andere plaats biedt aan springschansen, alpinepistes, langlaufloipes en een hotel. In de hele gemeente zijn meer dan 750 km uitgezette routes voor sneeuwscooters aanwezig.

## Plaatsen
- Sollefteå (stad)
- Långsele
- Ramsele
- Junsele
- Näsåker
- Österforse
- Forsmo
- Edsele
- Helgum
- Resele
- Ön (deel van) en Sand (deel van)
- Undrom
- Viksmon
- Åsmon
- Björkå
- Graninge
- Bäckaskog
- Råsmon
- Vallen
- Rådom
- Österås
- Ödsgårdsmon
- Arlum en Stöndar (deel van)
- Gåsnäs
- Västerrå en Österrå